# Reteporella obtecta
Reteporella obtecta är en mossdjursart som först beskrevs av P. Buchner 1924.  Reteporella obtecta ingår i släktet Reteporella och familjen Phidoloporidae. Inga underarter finns listade i Catalogue of Life.